# Who Let the Dogs Out? (lied)
Who Let the Dogs Out? is een nummer van de Bahamaanse popgroep Baha Men uit 2000. Het is de eerste single van hun gelijknamige zesde studioalbum. Tevens staat het op de soundtrack van de animatiefilm Ratjetoe in Parijs.

## Achtergrondinformatie
Oorspronkelijk was het nummer van de Trinidadse zanger Anslem Douglas en heette het "Doggie". Douglas zei zelf dat het nummer helemaal niet over honden ging, maar een feministische lading had en ging over mannen die zich slecht gedragen. 
Aanvankelijk wilde Baha Men het nummer niet opnemen. Hun manager, Steve Greenberg, vond echter dat de groep het in zich had om er een wereldhit van de maken. Na enig aandringen wist hij Baha Men er uiteindelijk van te overtuigen toch een eigen versie van de plaat te maken, zij het met tegenzin. Greenberg heeft gelijk gekregen, want de cover, getiteld "Who Let the Dogs Out?", werd inderdaad wereldwijd een gigatische hit. Hoewel het in de Amerikaanse Billboard Hot 100 een magere 40e positie haalde, werd het in veel andere landen een top 10-hit. Zo ook in het Nederlandse taalgebied; in de Nederlandse Top 40 schopte het nummer het tot de 3e positie, en in de Vlaamse Ultratop 50 werd de 7e positie gehaald. 
Daarnaast ontving de plaat een Grammy Award en het gelijknamige album werd 5 miljoen keer verkocht. Baha Men kreeg ook twee Billboard Music Awards en twee Nickelodeon Kids' Choice Awards. De groep heeft het succes van de single later nooit meer weten te overtreffen.